# 이선아 (1985년)
이선아 (1985년 7월 22일 ~ )은 대한민국의 배우이다.

## 학력
- 광주서초등학교 (졸업)
- 송원여자중학교 (졸업)
- 대광여자고등학교 (졸업)
- 한양대학교 연극영화학과 (졸업)

## 연기 활동

### 드라마
- 2009년 드라마 《스타일》
- 2009년 드라마 《아내가 돌아왔다》
- 2010년 드라마 《사랑의 기적》 - 백장미 역
- 2011년 드라마 《신기생뎐》 - 이지향 역
- 2011년 드라마 《미쓰 아줌마》
- 2011년 드라마 《내일이 오면》
- 2014년 드라마 《응급남녀》 - 허영지 역
- 2015년 드라마 《아름다운 나의신부》 - 오정연 역
- 2015년 드라마 《여왕의 꽃》
- 2018년 드라마 《미스 마 - 복수의 여신》 - 서소정 역
- 2020년 드라마 《하이에나》 - 황미라 역